# Thamnophilus nigrocinereus
Thamnophilus nigrocinereus е вид птица от семейство Thamnophilidae. Видът е почти застрашен от изчезване.

## Разпространение
Видът е разпространен в Бразилия, Венецуела, Колумбия и Френска Гвиана.